# La Fille pain d'épice
La Fille pain d'épice (titre original : The Gingerbread Girl) est un roman court de Stephen King publié pour la première fois en 2007 dans le magazine Esquire, puis inclus dans le recueil Juste avant le crépuscule en 2008.

## Résumé
Depuis la mort de sa petite fille, Emily passe son temps à courir pour atténuer son chagrin. À la suite d'une dispute avec son mari, elle quitte son domicile et part s'installer sur une petite île de Floride où son père possède une petite maison. Là-bas, elle fait du jogging pendant des heures mais, au cours d'une de ses sorties, elle découvre le cadavre d'une femme dans le coffre de la voiture du seul autre habitant de l'île actuel.

## Genèse
Le titre de la nouvelle fait référence au conte Le Petit Bonhomme de pain d'épices.